# Кизилту (Каркаралінський район)
Кизилту́ (каз. Қызылту) — село у складі Каркаралінського району Карагандинської області Казахстану. Входить до складу Бесобинського сільського округу.
Населення — 225 осіб (2021; 399 у 2009, 456 у 1999, 501 у 1989).
Національний склад станом на 1989 рік:
- казахи — 100 %.